# Temnochila japonica
Temnochila japonica là một loài bọ cánh cứng trong họ Trogossitidae. Loài này được Inouye & Nobuchi miêu tả khoa học năm 1957.